# Liste der Kulturdenkmale in Horka

Wappen von Horka

In der Liste der Kulturdenkmale in Horka sind die Kulturdenkmale der sächsischen Gemeinde Horka verzeichnet, die bis Juni 2018 vom Landesamt für Denkmalpflege Sachsen erfasst wurden (ohne archäologische Kulturdenkmale). Die Anmerkungen sind zu beachten.
Diese Liste ist eine Teilliste der Liste der Kulturdenkmale im Landkreis Görlitz.

## Horka
| Bild                                    | Bezeichnung | Lage                                          | Datierung | Beschreibung | ID       |
| --------------------------------------- | --- | --------------------------------------------- | --- | --- | -------- |
| Direkt Bild zu diesem Denkmal hochladen | Eisenbahnbrücke | (südlich vom Bad) (Karte)                     | 1920er Jahre | Verkehrs- und technikgeschichtlich von Bedeutung | 08985824 |
| Direkt Bild zu diesem Denkmal hochladen | Wegestein | (südwestlich vom Waldsee) (Karte)             | 19. Jahrhundert | Verkehrsgeschichtlich von Bedeutung | 08985862 |
| Weitere Bilder                          | Rittergut Horka (Sachgesamtheit) | Am Gemeindeamt 2, 3, 4 (Karte)                | Um 1800 | Sachgesamtheit Rittergut Horka bestehend aus den Einzeldenkmalen: ehemaliges Herrenhaus (siehe Obj. 09300619, Am Gemeindeamt 2), Wohnhaus mit Wirtschaftsflügel (siehe Obj. 08985817, Am Gemeindeamt 3) sowie Stallscheune (siehe Obj. 08985818, Am Gemeindeamt 4); bauhistorisch wertvoll, baugeschichtlich und ortsgeschichtlich von Bedeutung                                                                       | 08985816 |
| Weitere Bilder                          | Ehemaliges Herrenhaus (Einzeldenkmal zu ID-Nr. 08985816) | Am Gemeindeamt 2 (Karte)                      | 1908–1910 | Einzeldenkmal der Sachgesamtheit Rittergut Horka; aufwändig gestalteter Bau in Form des barocken Jugendstils, baugeschichtlich und ortsgeschichtlich von Bedeutung | 09300619 |
| Weitere Bilder                          | Wohnhaus mit Wirtschaftsflügel (Einzeldenkmal zu ID-Nr. 08985816) | Am Gemeindeamt 3 (Karte)                      | Wohl vor 1800 | Einzeldenkmal der Sachgesamtheit Rittergut Horka; Putzbau mit sparsamer Gliederung und Details, Bestandteil des ehemaligen Rittergutes, baugeschichtlich und ortsgeschichtlich von Bedeutung | 08985817 |
| Weitere Bilder                          | Stallscheune des ehemaligen Gutshofes (Einzeldenkmal zu ID-Nr. 08985816) | Am Gemeindeamt 4 (Karte)                      | Anfang 19. Jahrhundert | Einzeldenkmal der Sachgesamtheit Rittergut Horka; stattlicher Baukörper mit markantem Dach, baugeschichtlich und ortsgeschichtlich von Bedeutung | 08985818 |
|                                         | Wegestein | Am Gemeindeamt 9 (gegenüber) (Karte)          | 19. Jahrhundert | Verkehrsgeschichtlich von Bedeutung | 08985819 |
| Weitere Bilder                          | Bahnwärterhaus und Nebengebäude | Am Gleisdreieck 1 (Karte)                     | Um 1900 | Kleiner Backsteinbau mit originalen Fenstern, baugeschichtlich und ortsgeschichtlich von Bedeutung | 08985839 |
| Weitere Bilder                          | Steindeckerbrücke und kleines Wehr | Dorfweg (zur Nieskyer Straße) (Karte)         | 2. Hälfte 19. Jahrhundert | Ortsgeschichtlich und technikgeschichtlich von Bedeutung | 08985831 |
| Direkt Bild zu diesem Denkmal hochladen | Wohnstallhaus, Scheune und zwei Seitengebäude eines Vierseithofes | Dorfweg 34 (Karte)                            | Anfang 19. Jahrhundert (Seitengebäude); bezeichnet mit 1810 (2. Stallgebäude); um 1900 (Wohnstallhaus und Scheune)                        | Zum Teil mit intakten Fachwerk-Konstruktionen, baugeschichtlich und wirtschaftsgeschichtlich von Bedeutung | 08985869 |
| Direkt Bild zu diesem Denkmal hochladen | Wohnstallhaus, Werkstatt und Scheune eine Hakenhofes | Dorfweg 58 (Karte)                            | Um 1870 | Regionaltypische Anlage, baugeschichtlich von Bedeutung | 08985826 |
| Direkt Bild zu diesem Denkmal hochladen | Häuslerhaus | Dorfweg 93 (Karte)                            | Um 1870 | Ehemaliges Wohnstallhaus, einfaches regionaltypisches Beispiel, baugeschichtlich von Bedeutung | 08985825 |
| Weitere Bilder                          | Wegestein | Görlitzer Straße (Abzweig Mückenhain) (Karte) | 19. Jahrhundert | Verkehrsgeschichtlich von Bedeutung | 08985851 |
| Direkt Bild zu diesem Denkmal hochladen | Steindeckerbrücke | Görlitzer Straße 33 (vor) (Karte)             | 19. Jahrhundert | Ortsgeschichtlich von Bedeutung | 08985845 |
| Direkt Bild zu diesem Denkmal hochladen | Steindeckerbrücke | Görlitzer Straße 43 (vor) (Karte)             | 19. Jahrhundert | Ortsgeschichtlich von Bedeutung | 08985871 |
| Direkt Bild zu diesem Denkmal hochladen | Wohnstallhaus, Steintrog, Granitzaunsäulen und Steindeckerbrücke davor | Görlitzer Straße 45 (Karte)                   | Bezeichnet mit 1858 | Relikt der ursprünglichen Bebauung, baugeschichtlich und ortsgeschichtlich von Bedeutung | 08985834 |
| Weitere Bilder                          | Pfarrhaus, Seitengebäude und Einfriedung | Görlitzer Straße 48 (Karte)                   | 1700 laut Auskunft | Baugeschichtlich wertvolles Ensemble an der Kirche, ortsgeschichtlich von Bedeutung | 08985807 |
| Weitere Bilder                          | Dorfkirche und Kirchhof Horka (Sachgesamtheit) | Görlitzer Straße 48 (bei) (Karte)             | Um 1430 | Sachgesamtheit Dorfkirche und Kirchhof Horka mit folgenden Einzeldenkmalen: Kirche mit Ausstattung, Wehrmauer, Torhaus, 14 Grabmale an der Kirchenwand und Kriegerdenkmal für die Gefallenen des Zweiten Weltkrieges (siehe Obj. 08985808, gleiche Anschrift) und der Kirchhof als Sachgesamtheitsteil; eindrucksvolle Gesamtanlage von überregionaler Bedeutung, baugeschichtlich und ortsgeschichtlich von Bedeutung | 09303177 |
| Weitere Bilder                          | Kirche mit Ausstattung, Wehrmauer, Torhaus, 14 Grabmale an der Kirchenwand und Kriegerdenkmal für die Gefallenen des Zweiten Weltkrieges (Einzeldenkmale zu ID-Nr. 09303177) | Görlitzer Straße 48 (bei) (Karte)             | Kern 1225 (Kirche); um 1430 (Wehrmauer); 16./17. Jahrhundert (Grabmale); 1741 (Kirchhofstorhaus); nach 1945 (Kriegerdenkmal 2. Weltkrieg) | Einzeldenkmale der Sachgesamtheit Dorfkirche und Kirchhof Horka; eindrucksvolle Gesamtanlage von überregionaler Bedeutung, baugeschichtlich und ortsgeschichtlich von Bedeutung | 08985808 |
| Weitere Bilder                          | Kriegerdenkmal für die Gefallenen des deutsch-französischen Krieges und des Ersten Weltkrieges sowie zwei Eichen                                                             | Görlitzer Straße 48 (bei) (Karte)             | 1871; nach 1918 | Im Kontext der Kirche, ortsgeschichtlich von Bedeutung | 08985806 |
| Direkt Bild zu diesem Denkmal hochladen | Wohnstallhaus und Scheune eines Zweiseithofes | Görlitzer Straße 50 (Karte)                   | 2. Hälfte 19. Jahrhundert | Weitgehend in ursprünglichem Aussehen erhaltener kleiner Hof, baugeschichtlich von Bedeutung | 08985811 |
| Direkt Bild zu diesem Denkmal hochladen | Steindeckerbrücke | Görlitzer Straße 51 (vor) (Karte)             | 19. Jahrhundert | Ortsbildtypisch, ortsgeschichtlich von Bedeutung | 08985833 |
| Direkt Bild zu diesem Denkmal hochladen | Gasthof | Görlitzer Straße 54 (Karte)                   | Um 1800 | Stattlicher Baukörper mit markantem Krüppelwalmdach und straßenbildprägender Lage, baugeschichtlich und ortsgeschichtlich von Bedeutung | 08985812 |
| Direkt Bild zu diesem Denkmal hochladen | Zwei Steindeckerbrücken | Görlitzer Straße 55 (vor) (Karte)             | 19. Jahrhundert | Ortsgeschichtlich von Bedeutung | 08985832 |
| Direkt Bild zu diesem Denkmal hochladen | Schule | Görlitzer Straße 61 (Karte)                   | 1803 | Historischer Bau im Kontext der Kirche mit späterem Erweiterungsbau, städtebaulich und ortsgeschichtlich von Bedeutung | 08985809 |
| Direkt Bild zu diesem Denkmal hochladen | Wohnstallhaus und Steindeckerbrücke | Görlitzer Straße 63 (Karte)                   | Um 1800, womöglich älter (Wohnstallhaus); 19. Jahrhundert (Zufahrtsbrücke)                                                                | Wohnstallhaus Fachwerk, langgestreckter Baukörper, Relikt der älteren Generation der Bauernhäuser, baugeschichtlich von Bedeutung | 08985810 |
| Direkt Bild zu diesem Denkmal hochladen | Wohnstallhaus | Kirchsteg 4 (Karte)                           | Um 1870 | Landschaftstypisches Bauernhaus mit originalen Details, baugeschichtlich von Bedeutung | 08985827 |
| Direkt Bild zu diesem Denkmal hochladen | Stellwerk | Neue Straße (Ecke Dahlienweg) (Karte)         | Um 1910 | Eisenbahngeschichtlich von Bedeutung | 09300611 |
| Direkt Bild zu diesem Denkmal hochladen | Parentationshalle, Einfriedung mit Torpfeilern und schmiedeeisernes Tor | Reiterweg (Karte)                             | Um 1900 | Zeittypisch mit Backsteinornament an exponierter Stelle, ortsgeschichtlich und straßenbildprägend von Bedeutung | 08985813 |
| Direkt Bild zu diesem Denkmal hochladen | Häuslerhaus | Reiterweg 6 (Karte)                           | Um 1820, womöglich älter | Eines der wenigen alten Häuser mit Fachwerkkonstruktion, baugeschichtlich von Bedeutung | 08985835 |
| Direkt Bild zu diesem Denkmal hochladen | Wohnstallhaus und Scheune | Rosenweg 13 (Karte)                           | Um 1850 | Zeittypische landwirtschaftliche Gebäude, weitgehend im ursprünglichen Aussehen erhalten, baugeschichtlich und wirtschaftsgeschichtlich von Bedeutung | 08985841 |
| Direkt Bild zu diesem Denkmal hochladen | Brücke | Rosenweg 15 (vor) (Karte)                     | Ende 19. Jahrhundert | Kleine Bogenbrücke über den Dorfbach, ortsgeschichtlich von Bedeutung | 08985842 |
| Direkt Bild zu diesem Denkmal hochladen | Wohnhaus | Rothenburger Straße 11 (Karte)                | 1955 | Authentisch, baugeschichtlich von Bedeutung | 09300616 |
| Direkt Bild zu diesem Denkmal hochladen | Wohnstallhaus, Scheune und Stallscheune | Rothenburger Straße 47 (Karte)                | Bezeichnet mit 1858, Kern älter | In der Struktur erhaltener Dreiseithof, baugeschichtlich und wirtschaftsgeschichtlich von Bedeutung | 08985820 |
| Direkt Bild zu diesem Denkmal hochladen | Eisenbahnerwohnhaus und zwei Nebengebäude | Rothenburger Straße 54 (Karte)                | Nach 1900 | Städtische Architekturform im ländlichen Kontext, baugeschichtlich und straßenbildprägend von Bedeutung | 08985814 |
| Weitere Bilder                          | Kriegerdenkmal für die Gefallenen des Ersten Weltkrieges | Rothenburger Straße 55 (neben) (Karte)        | Nach 1918 | Ortshistorisch von Bedeutung | 08985828 |
| Direkt Bild zu diesem Denkmal hochladen | Häuslerhaus | Schmiedegasse 1 (Karte)                       | Vor 1800 | Seltenes Fachwerkhaus mit intakter Holzkonstruktion, baugeschichtlich von Bedeutung | 08985830 |
| Weitere Bilder                          | Bahnhof Horka mit Empfangsgebäude, Bahnsteighaus, Straßentunnel und Stellwerk B2                                                                                             | Uhsmannsdorfer Straße 1 (Karte)               | Um 1867 (Empfangsgebäude); um 1900 (Bahnsteighaus)                                                                                        | Bahnstrecke Berlin–Görlitz; Zeugnis für die Entwicklung des Streckennetzes der Region, eisenbahngeschichtlich und ortsgeschichtlich von Bedeutung | 08985870 |
| Direkt Bild zu diesem Denkmal hochladen | Wohnhaus und Nebengebäude | Uhsmannsdorfer Straße 9 (Karte)               | Um 1915 | Zeittypische Gestaltungselemente kombiniert mit Backsteinbauweise, baugeschichtlich und sozialgeschichtlich von Bedeutung | 08985829 |
| Direkt Bild zu diesem Denkmal hochladen | Wohnhaus (Postlerhaus) | Uhsmannsdorfer Straße 20 (Karte)              | Um 1908 | Zeittypisch mit aufwändiger Backsteingliederung, baugeschichtlich von Bedeutung | 08985840 |
| Direkt Bild zu diesem Denkmal hochladen | Mietshaus | Uhsmannsdorfer Straße 79 (Karte)              | 1950er Jahre | Im ursprünglichen Aussehen erhaltenes AWG-Haus, ortsgeschichtliches Zeugnis der Nachkriegszeit, baugeschichtlich von Bedeutung | 08985865 |
| Direkt Bild zu diesem Denkmal hochladen | Wohnhaus | Uhsmannsdorfer Straße 81 (Karte)              | 1950er Jahre | Im ursprünglichen Aussehen erhaltenes AWG-Haus mit Konsum-Verkaufsstellen-Einbau, Zeugnis der frühen DDR-Bautätigkeit, baugeschichtlich von Bedeutung | 09300612 |
| Direkt Bild zu diesem Denkmal hochladen | Wohnstallhaus | Uhsmannsdorfer Straße 115 (Karte)             | Um 1900 | Bauernhaus mit ornamentaler Backsteingestaltung, baugeschichtlich und wirtschaftsgeschichtlich von Bedeutung | 08985866 |
| Direkt Bild zu diesem Denkmal hochladen | Wohnstallhaus eines ehemaligen Vierseithofes | Unterer Dorfweg 1, 3 (Karte)                  | Um 1850 | Stattlicher Baukörper mit Putzgliederung, baugeschichtlich und ortsgeschichtlich von Bedeutung | 08985823 |
| Direkt Bild zu diesem Denkmal hochladen | Zwei Wirtschaftsgebäude des ehemaligen Rittergutes Nieder-Horka (Nr. 5 ohne Anbau) sowie Torpfeiler                                                                          | Zum Sandberg 1, 5 (Karte)                     | Um 1920 | Neoklassizistische Einflüsse, baugeschichtlich und ortsgeschichtlich von Bedeutung | 08985844 |
| Direkt Bild zu diesem Denkmal hochladen | Zwei Wirtschaftsgebäude des ehemaligen Rittergutes Ober-Horka | Zum Weinberg 2, 6 (Karte)                     | 2. Hälfte 18. Jahrhundert (Nr. 6); bezeichnet mit 1778 (Stallscheune, Haus Nr. 2)                                                         | Haus Nr. 2 ist spätbarockes ländliches Wohnhaus mit angrenzendem Stall-Scheunen-Gebäude, Haus Nr. 6 Stallgebäude mit 11 Jochen und 2 Schiffen böhmischem Kappengewölbe, baugeschichtliche und ortshistorische Bedeutung | 08985837 |

## Biehain
| Bild                                    | Bezeichnung                                                                                             | Lage                                            | Datierung                 | Beschreibung | ID       |
| --------------------------------------- | --- | ----------------------------------------------- | ------------------------- | --- | -------- |
| Direkt Bild zu diesem Denkmal hochladen | Wohnstallhaus und Seitengebäude eines Zweiseithofes                                                     | Am Erlchberg 18 (Karte)                         | 1. Hälfte 19. Jahrhundert | In der Struktur erhaltener kleiner Hof mit landschaftstypischen Backsteingebäuden, baugeschichtlich von Bedeutung | 08985856 |
| Direkt Bild zu diesem Denkmal hochladen | Wegestein                                                                                               | Horkaer Straße (Ecke Dorfstraße) (Karte)        | 19. Jahrhundert           | Verkehrshistorisch von Bedeutung                                                                                  | 08985850 |
| Direkt Bild zu diesem Denkmal hochladen | Wohnstallhaus                                                                                           | Horkaer Straße 4 (Karte)                        | 2. Hälfte 19. Jahrhundert | Weitgehend im ursprünglichen Aussehen erhalten, baugeschichtlich von Bedeutung                                    | 08985857 |
| Direkt Bild zu diesem Denkmal hochladen | Feuerwehrhaus mit Schlauchturm                                                                          | Horkaer Straße 16 (Karte)                       | 1920er Jahre              | Im ursprünglichen Aussehen erhaltener Backsteinbau, ortsgeschichtlich von Bedeutung                               | 08985859 |
| Direkt Bild zu diesem Denkmal hochladen | Torhaus des Friedhofes                                                                                  | Kaltwasser Straße 14 (Friedhof) (Karte)         | Bezeichnet mit 1931       | Ortsgeschichtlich von Bedeutung                                                                                   | 08985849 |
| Direkt Bild zu diesem Denkmal hochladen | Kriegerdenkmale für die Gefallenen des Ersten und Zweiten Weltkrieges                                   | Kaltwasser Straße 14 (auf dem Friedhof) (Karte) | Nach 1918; nach 1945      | Ortsgeschichtlich von Bedeutung                                                                                   | 08985848 |
| Weitere Bilder                          | Alte Mühle                                                                                              | Zum Inselsee 3 (Karte)                          | Um 1820                   | Stattlicher Baukörper mit markantem Krüppelwalmdach, baugeschichtlich und ortsgeschichtlich von Bedeutung         | 08985860 |
| Direkt Bild zu diesem Denkmal hochladen | Wohnhaus (Nr. 4), Scheune (Nr. 6 und 8), Wirtschaftsgebäude (Nr. 8) und drei Hofbäume eines Rittergutes | Zum Waldsee 4, 6, 8 (Karte)                     | Um 1830                   | In der Struktur erhaltener stattlicher Vierseithof, baugeschichtlich und ortsgeschichtlich von Bedeutung          | 09300617 |
| Direkt Bild zu diesem Denkmal hochladen | Wegestein                                                                                               | Zur Wasserscheide (Karte)                       | 19. Jahrhundert           | Verkehrsgeschichtlich von Bedeutung                                                                               | 08985847 |

## Mückenhain
| Bild                                    | Bezeichnung                                              | Lage                                                                                      | Datierung       | Beschreibung                                                                            | ID       |
| --------------------------------------- | -------------------------------------------------------- | ----------------------------------------------------------------------------------------- | --------------- | --------------------------------------------------------------------------------------- | -------- |
| Direkt Bild zu diesem Denkmal hochladen | Soldatenfriedhof (Sachgesamtheit)                        | (Gelände des ehemaligen Ritterguts, neben Rosengasse 15) (Karte)                          | Nach 1918       | Soldatenfriedhof für Gefallene des Zweiten Weltkrieges; ortsgeschichtlich von Bedeutung | 09300614 |
| Direkt Bild zu diesem Denkmal hochladen | Kriegerdenkmal für die Gefallenen des Ersten Weltkrieges | (auf dem Soldatenfriedhof, Gelände des ehemaligen Ritterguts, nahe Rosengasse 15) (Karte) | Nach 1918       | Transloziert, ortsgeschichtlich von Bedeutung                                           | 09303075 |
| Direkt Bild zu diesem Denkmal hochladen | Wegestein                                                | (südwestlich von Biehain) (Karte)                                                         | 19. Jahrhundert | Verkehrsgeschichtlich von Bedeutung                                                     | 08985861 |
| Direkt Bild zu diesem Denkmal hochladen | Wohnstallhaus                                            | Särichener Straße 12 (Karte)                                                              | Um 1800         | Womöglich ehemalige Mühle, eventuell Gutszusammenhang, baugeschichtlich von Bedeutung   | 09300615 |

## Streichungen von der Denkmalliste

### Streichungen von der Denkmalliste (Horka)
| Bild                                    | Bezeichnung                                                            | Lage                                                           | Datierung                                               | Beschreibung | ID       |
| --------------------------------------- | ---------------------------------------------------------------------- | -------------------------------------------------------------- | ------------------------------------------------------- | --- | -------- |
| Direkt Bild zu diesem Denkmal hochladen | Stellwerk B 2                                                          | (Nähe Güterbahnhof, Staatsstraße 121 Horka-Rothenburg) (Karte) | 1920er Jahre                                            | Zeittypische Formensprache, weitgehend im ursprünglichen Aussehen erhalten, baugeschichtlich und technikgeschichtlich von Bedeutung; zwischen 2015 und 2018 abgerissen | 08985868 |
| Weitere Bilder                          | Eisenbahnbrücke mit Stützmauern                                        | Am Gleisdreieck 1 (bei) (Karte)                                | Um 1900                                                 | Technikgeschichtlich von Bedeutung. 2017 oder 2018 abgerissen und durch Neubau ersetzt.                                                                                | 08985838 |
| Direkt Bild zu diesem Denkmal hochladen | Eisenbahnbrücke mit Stützmauern                                        | Am Gleisdreieck 14 (bei) (Karte)                               | 1920er Jahre                                            | Verkehrs- und technikgeschichtlich von Bedeutung. 2017 oder 2018 abgerissen und durch Neubau ersetzt.                                                                  | 08985821 |
|                                         | Güterbahnhof Horka; Güterabfertigungshalle, Wasserturm und Lokschuppen | Am Güterbahnhof 1, 3 (Karte)                                   | Um 1900                                                 | Eisenbahngeschichtlich und ortshistorisch von Bedeutung; zwischen 2011 und 2015 abgerissen                                                                             | 08985867 |
| Direkt Bild zu diesem Denkmal hochladen | Wohnstallhaus, Scheune und Seitengebäude eines Vierseithofes           | Görlitzer Straße 7 (Karte)                                     | Um 1850 (Wohnstallhaus); Ende 19. Jahrhundert (Scheune) | Stattliche Gebäude, späte Beispiele für landwirtschaftliche Gebäude, baugeschichtlich und straßenbildprägend von Bedeutung. Zwischen 2020 und 2022 abgerissen.         | 08985852 |
| Direkt Bild zu diesem Denkmal hochladen | Wohnstallhaus und Seitengebäude                                        | Tulpenweg 7 (Karte)                                            | Bezeichnet mit 1865                                     | Bau- und wirtschaftsgeschichtlich von Bedeutung. Zwischen 2020 und 2022 abgerissen.                                                                                    | 08985863 |

### Streichungen von der Denkmalliste (Mückenhain)
| Bild                                    | Bezeichnung | Lage                  | Datierung | Beschreibung                                                                                        | ID       |
| --------------------------------------- | ----------- | --------------------- | --------- | --------------------------------------------------------------------------------------------------- | -------- |
| Direkt Bild zu diesem Denkmal hochladen | Häuslerhaus | Rosengasse 31 (Karte) | Um 1850   | Bau- und sozialgeschichtlich von Bedeutung. Zwischen 2018 und 2024 aus der Denkmalliste gestrichen. | 09300613 |

## Tabellenlegende
- Bild: Bild des Kulturdenkmals, ggf. zusätzlich mit einem Link zu weiteren Fotos des Kulturdenkmals im Medienarchiv Wikimedia Commons. Wenn man auf das Kamerasymbol klickt, können Fotos zu Kulturdenkmalen aus dieser Liste hochgeladen werden:
- Bezeichnung: Denkmalgeschützte Objekte und ggf. Bauwerksname des Kulturdenkmals
- Lage: Straßenname und Hausnummer oder Flurstücknummer des Kulturdenkmals. Die Grundsortierung der Liste erfolgt nach dieser Adresse. Der Link (Karte) führt zu verschiedenen Kartendiensten mit der Position des Kulturdenkmals. Fehlt dieser Link, wurden die Koordinaten noch nicht eingetragen. Sind diese bekannt, können sie über ein Tool mit einer Kartenansicht einfach nachgetragen werden. In dieser Kartenansicht sind Kulturdenkmale ohne Koordinaten mit einem roten bzw. orangen Marker dargestellt und können durch Verschieben auf die richtige Position in der Karte mit Koordinaten versehen werden. Kulturdenkmale ohne Bild sind an einem blauen bzw. roten Marker erkennbar.
- Datierung: Baubeginn, Fertigstellung, Datum der Erstnennung oder grobe zeitliche Einordnung entsprechend des Eintrags in der sächsischen Denkmaldatenbank
- Beschreibung: Kurzcharakteristik des Kulturdenkmals entsprechend des Eintrags in der sächsischen Denkmaldatenbank, ggf. ergänzt durch die dort nur selten veröffentlichten Erfassungstexte oder zusätzliche Informationen
- ID: Vom Landesamt für Denkmalpflege Sachsen vergebene, das Kulturdenkmal eindeutig identifizierende Objekt-Nummer. Der Link führt zum PDF-Denkmaldokument des Landesamtes für Denkmalpflege Sachsen. Bei ehemaligen Kulturdenkmalen können die Objektnummern unbekannt sein und deshalb fehlen bzw. die Links von aus der Datenbank entfernten Objektnummern ins Leere führen. Ein ggf. vorhandenes Icon  führt zu den Angaben des Kulturdenkmals bei Wikidata.